# Venericardia tridentata
Venericardia tridentata är en musselart. Venericardia tridentata ingår i släktet Venericardia och familjen Carditidae. Inga underarter finns listade i Catalogue of Life.